# Assemblea Democràtica de Mallorca
L'Assemblea Democràtica de Mallorca va ser la plataforma que aglutinà la majoria de les forces democràtiques opositores al règim franquista durant els anys de la Transició. L'assemblea es constituí el maig de 1976, impulsada entre altres per Climent Garau Arbona i en formaven part els següents membres:
- Partit Comunista d'Espanya
- Partit del Treball d'Espanya
- Partit Socialista Popular
- Federació Socialista Balear-PSOE
- Comissions Obreres
- Unió General de Treballadors
- Partit Socialdemòcrata Balear
- Partit Socialista de les Illes
- Partit Socialista d'Alliberament Nacional
- Moviment Comunista de les Illes Balears
- Grup Autonomista i Socialista de les Illes
- Partit Carlí[4]

Un cop celebrades les eleccions de 1977 les forces amb representació (UCD i PSOE) arraconaren la resta d'organitzacions. L'Assemblea de Parlamentaris fou qui d'ençà prengué el protagonisme en la transició i el procés autonòmics illencs.